# Jorge Grimón
Jorge Grimón (nacido como Jorg Grimont, c. 1455, Namur) fue un hidalgo y mercenario de origen flamenco que participó en la guerra de Granada y en la finalización de la conquista castellana de la isla canaria de Tenerife al servicio de los Reyes Católicos a finales del siglo xv.
Fue antepasado de la familia Nava y Grimón, marqueses de Villanueva del Prado.

## Reseña biográfica
Nacido en la ciudad borgoñesa de Namur y miembro de una familia noble, Grimón pasó a la península ibérica hacia 1476 para servir como mercenario con su espingarda a los Reyes Católicos en sus guerras contra los musulmanes.
Participó activamente en la guerra de Granada, liderando a los bombarderos alemanes y formando parte de la compañía de caballeros lanceros creada por Pedro de Mendoza, hijo del conde de Tendilla. Finalizada la toma de la ciudad, Grimón permanece en ella como guarda hasta que en 1494 recibe licencia del conde de Tendilla para que fuera donde quisiera.
En 1496 Grimón es requerido por el capitán de la conquista de Tenerife Alonso Fernández de Lugo, que se hallaba en la península presentando a los rendidos menceyes guanches a los Reyes Católicos, para que vuelva con él a la isla con sus espingardas y pólvora. Grimón, junto a su hijo Juan y su criado llamado Juan Alemán o Lemán, arriban a la isla en el verano de ese año.
Ya en Tenerife, Grimón acompaña a Lugo con sus espingarderos hacia los reinos guanches de Icod y Daute, aún en rebeldía. Gracias a las armas de fuego, que se usan por primera vez en la conquista, logran someter a los guanches de estos reinos. Más tarde, hacia el mes de septiembre, Grimón acude al frente de un pequeño grupo expedicionario al reino de Abona, donde los guanches alzados se habían hecho fuertes en la zona conocida como Los Mogotes, en la Montaña de Guaza. El grupo desembarca el 29 de septiembre por la playa de Los Cristianos y, gracias de nuevo a las espingardas que portaban, pronto redujeron a los guanches, dándose por concluida definitivamente la conquista de la isla.

## Vida personal
Estaba casado con Jeanne o Juana de Aguagna, Aguaña o Aguañes. De este matrimonio tuvo los siguientes hijos: Juan Grimón, conquistador de Tenerife como su padre y muerto en una entrada a Berbería en 1501, Bárbola Grimón, Jerónimo Grimón, su sucesor, Jorge Grimón el Burgalés, y fray Pedro de Grimón, prior del convento de San Agustín de La Laguna. Asimismo, tuvo con una esclava a Margarita Grimón.
Después de su actuación en Tenerife pasó a avecindarse en la isla con su familia, recibiendo numerosas tierras en repartimiento en Los Realejos y en Tegueste, así como solares en la ciudad de San Cristóbal de La Laguna.
Fue, junto a sus hijos Jerónimo y Pedro, fundador del convento agustino del Espíritu Santo de La Laguna, construido con su ayuda. Asimismo, se le supone autor de haber traído a la isla la imagen flamenca de la Virgen de Tajo, una de las obras artísticas más valiosas del moderno municipio de Arico y de las más importantes del archipiélago canario.
Jorge Grimón falleció muy anciano en su casa de La Laguna, siendo sepultado en el convento del Espíritu Santo.

### Toponimia
Sobreviven en Tenerife varios topónimos que hacen referencia a Grimón. Así, se encuentra El Borgoñón, un pequeño valle dentro del término municipal de Tegueste donde tuvo tierras, y la Fuente del Borgoñón en el mismo paraje.